# Крейтан, Василий Петрович
Васи́лий Петро́вич Крейта́н, Кретан (нем. Wilhelm Ferdinand Kreitan, Crétin; 24 марта 1832, Фредриксхамн — 29 мая [10 июня] 1896, Санкт-Петербург) — русский скульптор немецкого происхождения, ученик Николая Пименова и Петра Клодта, представитель петербургского академизма пореформенной эпохи; мастер монументальной и станковой пластики, создатель памятников Василию Жуковскому, Николаю Гоголю и Михаилу Лермонтову в петербургском Александровском саду. Участник «бунта четырнадцати», один из учредителей Санкт-Петербургской артели художников (оба в 1863), статский советник.

## Биография

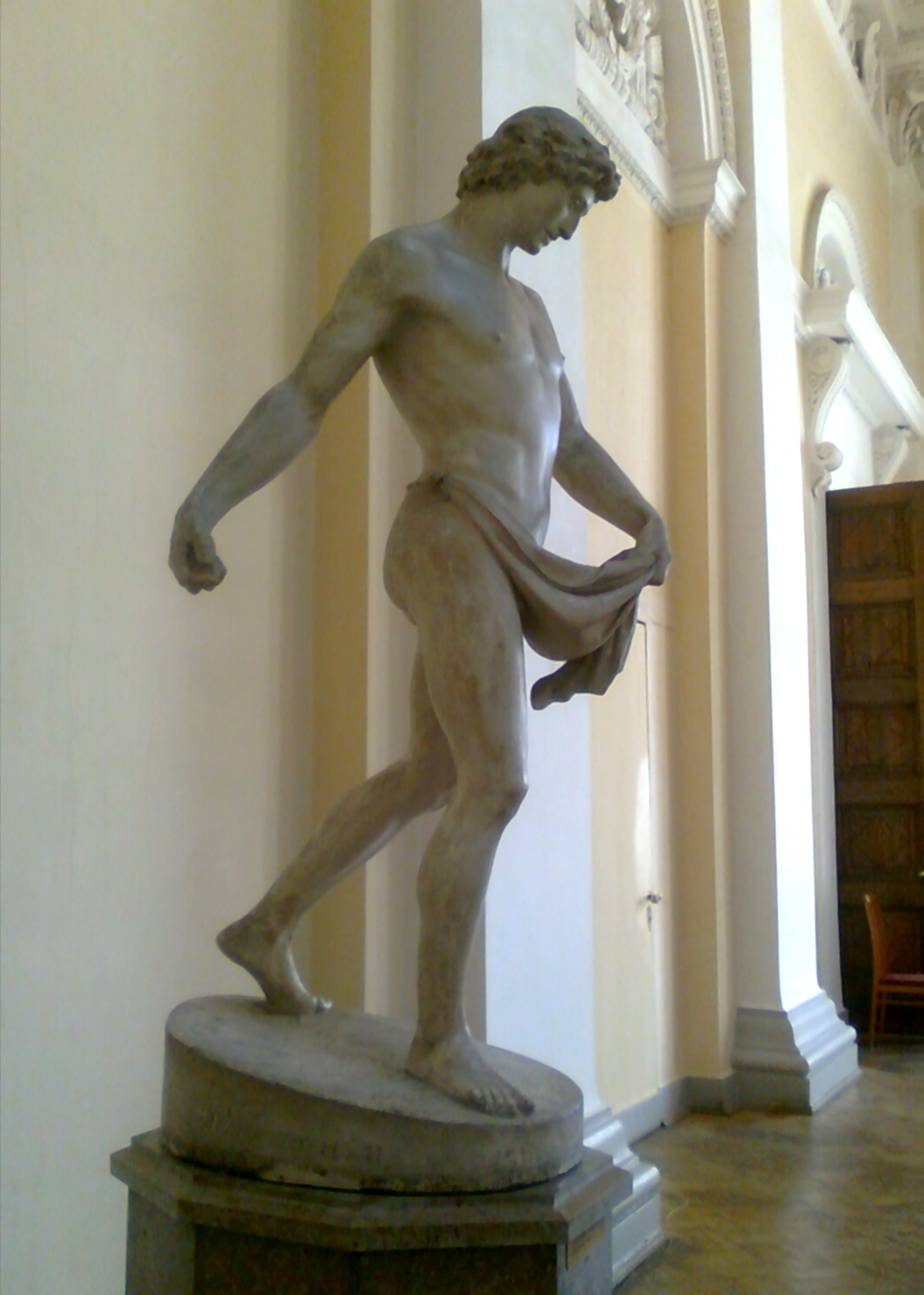
«Сеятель», 1862 год. Гипс.
Государственный Русский музей.

Вильгельм Фердинанд Крейтан родился 24 марта 1832 года в Фредриксхамне Выборгской губернии в семье скульптора и резчика гугенотского происхождения Петра Крейтана (Кретана), автора иконостаса в церкви Спаса Нерукотворного Образа при Придворно-конюшенной части, горельефов в Лютеранской церкви Святых Петра и Павла, участника восстановления Зимнего дворца после пожара 1837 года. Старший брат Василия — Фёдор Петрович (Христиан Фридрих) Крейтан (1823—1869) — художник, скульптор, выпускник Императорской Академии художеств.
Начальное образование получил в Училище при лютеранском приходе Святых Апостолов Петра и Павла в Санкт-Петербурге.
Не позднее 1857 года поступил в скульптурный класс Академии художеств, учился у профессоров Николая Пименова и барона Петра Клодта. Во время учёбы неоднократно награждался поощрительными медалями Академии: в 1857 году малой серебряной медалью за лепку с натуры, в 1858 году малой серебряной медалью за барельеф «Всемирный потоп», в 1859 году большой серебряной медалью, вновь за лепку с натуры и в 1862 году малой золотой медалью за статую «Сеятель» (находилась в музее Академии художеств, с 1926 года в Русском музее, выставлена на парадной лестнице Михайловского дворца).

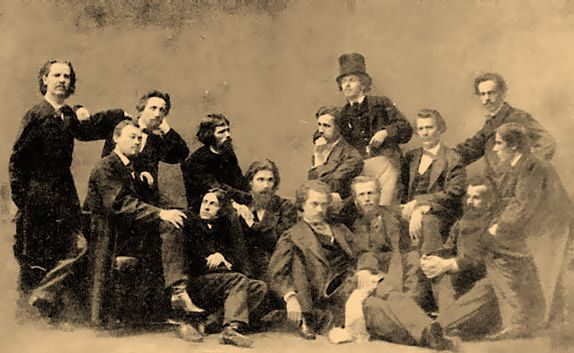
В. П. Крейтан (сидит, пятый справа) на фотографии Санкт-Петербургской Артели художников (1863—1864.)

В 1863 году Василий Крейтан был допущен Советом Академии к конкурсу на большую золотую медаль Академии художеств, проводившемуся в честь столетнего юбилея дарования императрицей Екатериной II академического устава и дававшей право на шестилетнее пенсионерство за границей.
В событиях, предшествовавших «бунту четырнадцати», Крейтан участия не принимал и коллективных прошений в Совет Академии не подписывал. Однако узнав о состоявшемся 9 ноября 1863 года скандале на заседании Совета Академии, Крейтан в знак солидарности с тринадцатью живописцами подаёт личное прошение о выходе из Академии.
Прошение было удовлетворено, Крейтан выпускается из Академии с присвоением ему звания классного художника второй степени, став, таким образом, четырнадцатым бунтарём, принявшим впоследствии непосредственное участие в учреждении и деятельности Санкт-Петербургской артели художников.
В 1869 за выставленный на Академической выставке портретный бюст, Василию Крейтану присвоено звание художника первой степени. Занимался педагогического деятельностью, давал частные уроки. Работал штатным учителем рисования и черчения во 2-й Петербургской военной гимназии и Пажеском корпусе. С 1870 по 1891 года преподавал лепку в Императорском обществе поощрения художеств.
Умер 29 мая (10 июня) 1896 года в Петербурге. Был похоронен на Смоленском православном кладбище; могила считается утраченной.

## Бюсты Александровского сада
В 1880 году Санкт-Петербургская городская дума приняла решение установить в Александровском саду несколько бюстов с видными деятелями науки и искусства. Была создана конкурсная комиссия, которую возглавил профессор архитектуры Николай Бенуа. Первоначально планировалось установить четырнадцать бюстов: шесть у фонтана, шесть у статуи Флоры и два около статуи Геракла. В прессе высказывались опасения, что большое количество бюстов в саду придаст ему вид кладбища. Наибольший протест по поводу установки памятника М. Ю. Лермонтову выражал в «Правительственном вестнике» от 20 августа 1892 года обер-прокурор Синода К. П. Победоносцев.
| Логотип конкурса «Вики любит памятники» | Объект культурного наследия: № 7810006006 |

| Логотип конкурса «Вики любит памятники» | Объект культурного наследия: № 7810006005 |

| Логотип конкурса «Вики любит памятники» | Объект культурного наследия: № 7810006007 |